# Blechnum fauriae
Blechnum fauriae là một loài dương xỉ trong họ Blechnaceae. Loài này được Tokubuchi mô tả khoa học đầu tiên năm 1905.
Danh pháp khoa học của loài này chưa được làm sáng tỏ. 